# Pontevedra CF
A Pontevedra CF, teljes nevén Pontevedra Club de Fútbol egy spanyol labdarúgócsapat. A klubot 1941-ben alapították, jelenleg a harmadosztályban szerepel, korábban azonban többször is játszott az első osztályban.
A klub stadionja az Estadio Municipal de Pasarón, amely jelenleg 7 500 néző befogadására alkalmas, azonban a közeli tervek között egy bővítés is szerepel.

## Története
A klubot 1941-ben alapították két klub, az Eiriña és az Alfonso CF egyesítésével. Az újonnan megalakuló klub első elnöke Fernando Ponte Conde volt.
Az első osztályba először az 1963-64-es szezonban jutott fel. Ekkor még nem tudott megragadni a legmagasabb osztályban, azonban egy év után visszajutott, és itt szerepelt még öt éven keresztül. Ezt követően elég gyorsan visszaesett, három év múlva már csak a harmadosztályban szerepelt. Később is itt játszott legtöbbször.
2007-ben a klub formája az erre vonatkozó spanyol törvények értelmében részvénytársaság lett.

## Jelenlegi keret
| #  |     | Poszt | Név               |
| -- | --- | ----- | ----------------- |
| 1  | ESP | K     | Orlando Quintana  |
| 2  | ESP | V     | Iván Malón        |
| 3  | ESP | V     | Orlando           |
| 4  | ESP | V     | Víctor Bravo      |
| 5  | ESP | V     | Alejandro Vázquez |
| 6  | ESP | KP    | Pepe Aicart       |
| 7  | ESP | V     | Claudio Giráldez  |
| 8  | ESP | KP    | Santi Amaro       |
| 9  | ESP | CS    | Ibán Espadas      |
| 10 | ESP | KP    | Nevado            |
| 11 | ARG | CS    | Matías Saad       |
| 12 | ESP | V     | Noel Alonso       |

| #  |     | Poszt | Név              |
| -- | --- | ----- | ---------------- |
| 13 | NGA | K     | Dele Ajiboye     |
| 14 | ESP | KP    | Adrián Cruz      |
| 15 | ESP | KP    | Gerardo          |
| 16 | ESP | KP    | Iván Carril      |
| 17 | ESP | V     | Caco             |
| 18 | BRA | CS    | Charles          |
| 19 | ESP | KP    | Santi Villa      |
| 20 | ESP | V     | Sergio Castaño   |
| 21 | ESP | KP    | Pedro Baquero    |
| 22 | ESP | CS    | Carlos Rodríguez |
| 25 | ESP | K     | Sergio Ríos      |

## Az eddigi szezonok
| Szezon  | Osztály    | Poz. | Copa del Rey |
| ------- | ---------- | ---- | ------------ |
| 1941/42 | Regionális | —    |              |
| 1942/43 | Regionális | —    |              |
| 1943/44 | 3ª         | 4.   |              |
| 1944/45 | 3ª         | 6.   |              |
| 1945/46 | 3ª         | 3.   |              |
| 1946/47 | 3ª         | 1.   |              |
| 1947/48 | 3ª         | 1.   |              |
| 1948/49 | 3ª         | 8.   |              |
| 1949/50 | 3ª         | 9.   |              |
| 1950/51 | 3ª         | 9.   |              |
| 1951/52 | 3ª         | 5.   |              |
| 1952/53 | 3ª         | 12.  |              |
| 1953/54 | 3ª         | 12.  |              |
| 1954/55 | 3ª         | 2.   |              |
| 1955/56 | 3ª         | 6.   |              |
| 1956/57 | 3ª         | 15.  |              |
| 1957/58 | Regionális | —    |              |

| Szezon  | Osztály | Poz. | Copa del Rey |
| ------- | ------- | ---- | ------------ |
| 1958/59 | 3ª      | 9.   |              |
| 1959/60 | 3ª      | 1.   |              |
| 1960/61 | 2ª      | 5.   |              |
| 1961/62 | 2ª      | 9.   |              |
| 1962/63 | 2ª      | 1.   |              |
| 1963/64 | 1ª      | 15.  |              |
| 1964/65 | 2ª      | 1.   |              |
| 1965/66 | 1ª      | 7.   |              |
| 1966/67 | 1ª      | 10.  |              |
| 1967/68 | 1ª      | 8.   |              |
| 1968/69 | 1ª      | 12.  |              |
| 1969/70 | 1ª      | 16.  |              |
| 1970/71 | 2ª      | 10.  |              |
| 1971/72 | 2ª      | 11.  |              |
| 1972/73 | 2ª      | 18.  |              |
| 1973/74 | 3ª      | 3.   |              |
| 1974/75 | 3ª      | 7.   |              |

| Szezon  | Osztály | Poz. | Copa del Rey |
| ------- | ------- | ---- | ------------ |
| 1975/76 | 3ª      | 1.   |              |
| 1976/77 | 2ª      | 17.  |              |
| 1977/78 | 2ªB     | 7.   |              |
| 1978/79 | 2ªB     | 16.  |              |
| 1979/80 | 2ªB     | 13.  |              |
| 1980/81 | 2ªB     | 18.  |              |
| 1981/82 | 3ª      | 1.   |              |
| 1981/82 | 3ª      | 1.   |              |
| 1981/82 | 3ª      | 1.   |              |
| 1984/85 | 2ªB     | 7.   |              |
| 1985/86 | 2ªB     | 9.   |              |
| 1986/87 | 2ªB     | 6.   |              |
| 1987/88 | 2ªB     | 5.   |              |
| 1988/89 | 2ªB     | 6.   |              |
| 1989/90 | 2ªB     | 10.  |              |
| 1990/91 | 2ªB     | 14.  |              |
| 1991/92 | 2ªB     | 9.   |              |
| 1992/93 | 2ªB     | 13.  |              |

| Szezon  | Osztály | Poz. | Copa del Rey |
| ------- | ------- | ---- | ------------ |
| 1993/94 | 2ªB     | 5.   |              |
| 1994/95 | 2ªB     | 4.   |              |
| 1995/96 | 2ªB     | 12.  |              |
| 1996/97 | 2ªB     | 9.   |              |
| 1997/98 | 2ªB     | 10.  |              |
| 1998/99 | 2ªB     | 12.  |              |
| 1999/00 | 2ªB     | 7.   |              |
| 2000/01 | 2ªB     | 14.  |              |
| 2001/02 | 2ªB     | 4.   |              |
| 2002/03 | 2ªB     | 4.   |              |
| 2003/04 | 2ªB     | 1.   |              |
| 2004/05 | 2ª      | 22.  |              |
| 2005/06 | 2ªB     | 2.   |              |
| 2006/07 | 2ªB     | 1.   |              |
| 2007/08 | 2ªB     | 2.   |              |
| 2008/09 | 2ªB     | 12.  |              |
| 2009/10 | 2ªB     | 4.   |              |
| 2010/11 | 2ªB     |      |              |

## Ismertebb játékosok
| - Ariel Montenegro - Alexandre Alves - Yuri - Renan de Mattos - Oseas - Néné - Sergio Barila - Stéphane Pignol - Paco Bazán - Sérgio Organista | - David Bermudo - Changui - David Casablanca - Óscar Téllez - Ignacio Martín-Esperanza - Pablo Pinillos - Edgardo Adinolfi - José Manuel Rey - Jonay Hernández |

## Külső hivatkozások
- Hivatalos weboldal
- Nem hivatalos weboldal
- Nem hivatalos fórum
- Furya Granate, szurkolói oldal
- Furya Granate